# سیلزی چک

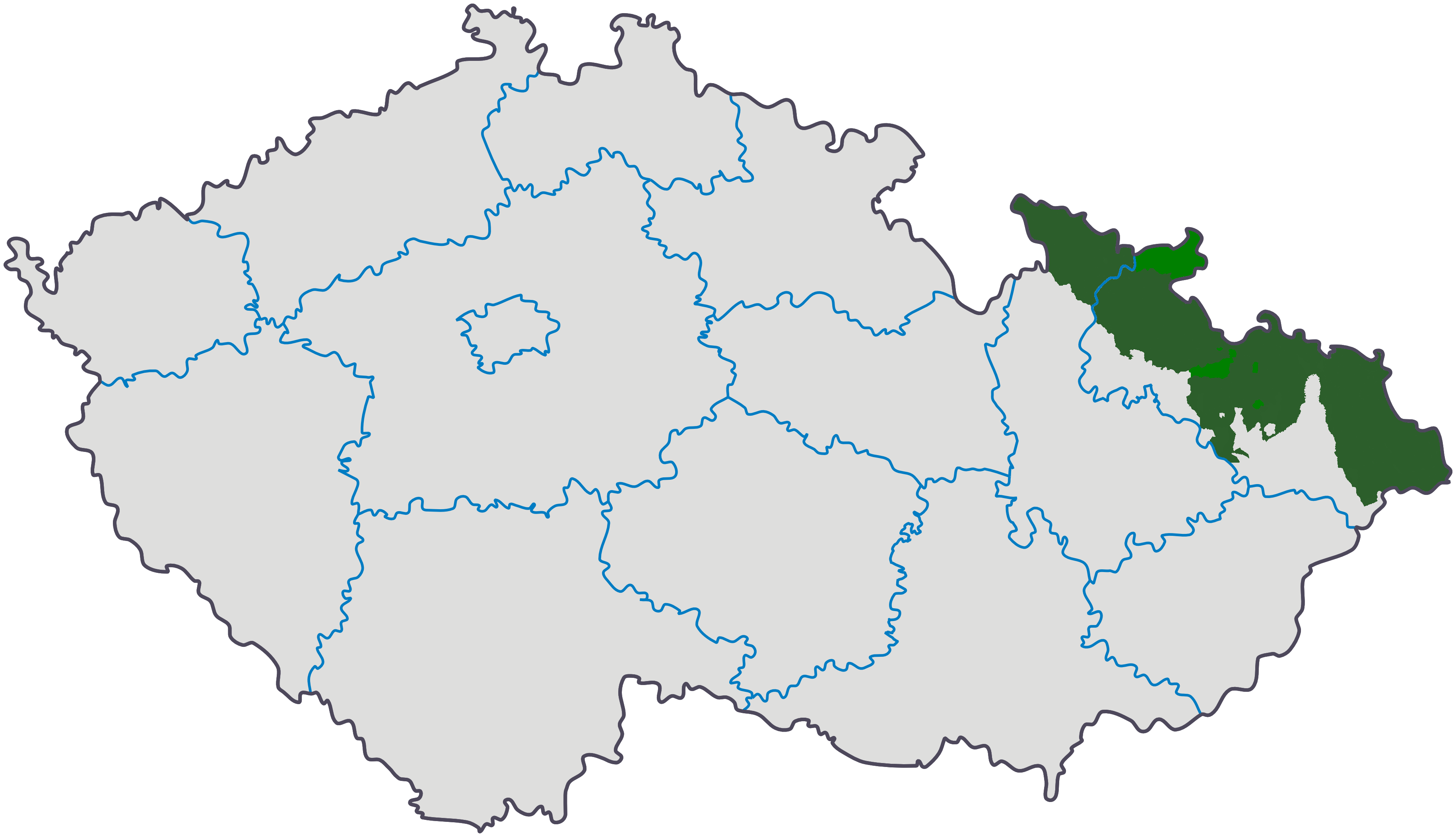
سیلزی چک بر روی نقشه جمهوری چک

پرچم تاریخی سیلزیای چک

سیلزی چک (به چکی:České Slezsko، به آلمانی: Tschechische Schlesien، به لهستانی: Śląsk Czeski؛ به فرانسوی: Silésie tchèque) منطقه‌ای تاریخی در شمال شرقی جمهوری چک است. این منطقه یکی از سرزمین‌های سه‌گانه چک پیشین و بخشی از منطقهٔ تاریخی سیلزی است.
این منطقه با نام سیلزی مراوی (به چکی: Moravské Slezsko) نیز شناخته می‌شود و پیش از سال ۱۹۱۸ بیشتر متعلق به سیلزی اتریشی بوده‌است. بین سال‌های ۱۹۳۸ و ۱۹۴۵ این ناحیه با اشاره به سودتنلند، سیلزی سودتن نامیده می‌شد.